# Favorite Girl
Favorite Girl (pol. Ulubiona Dziewczyna) - czwarty singel kanadyjskiego piosenkarza Justina Biebera, pochodzący z jego pierwszego minialbumu My World. Jego producentem jest Dernst Emile II. Piosenkę wydano 3 listopada 2009.
Akustyczna wersja piosenki znalazła się na portalu YouTube.com. Sam utwór zajął kolejno 12., a potem 26. miejsce w Kanadzie i Stanach Zjednoczonych. W Australii znalazł się na 92. pozycji. Bieber wykonywał akustyczną wersję piosenki podczas trasy koncertowej Fearless Tour i w wielu programach telewizyjnych.